# Chemin no 19 (Vottem)
Le Chemin de la Bruyère ou Chemin n° 19, un chemin rural long de 150 mètres, fait le lien entre deux rues à Vottem (Belgique) et traverse un périmetre à intérêts paysager et biologique.  Son assiette appartient au domaine public, mais il est actuellement labouré.

## Historique
Ce chemin associé à la géographie agraire est renseigné sur la carte de Ferraris (1777), mais existe probablement depuis la préhistoire et persiste dans le cadastre contemporain,. Ce chemin est devenu rural avec la diffusion de l'agriculture et des pâturages fixes. Il était emprunté par les villageois et occasionnellement par de grands voyageurs, des chevaux et des chars, des armées, puis les postes et diligences.

## Situation

### Situation originelle
Ce chemin apparaît à l’Atlas des chemins vicinaux (1841) . C’est là que le numéro 19 lui est attribué. La publication à l’atlas garantit un droit de passage pour le public ainsi qu’un droit de propriété sur l’assiette du chemin au profit de la commune de Vottem, incorporée en 1976 dans la Ville de Herstal. Il reliait le Chemin n° 12 (Cubolet sur l’Atlas, actuellement Rue Visé-Voie) au Chemin n° 2 (Voie des Millemortes sur l’Atlas, ensuite Rodje Voye ou Rue du Rida, actuellement Rue F. Boclinville).

### Situation actuelle
Le chemin démarre de la Rue Visé Voie. Il est incorporé dans le champ depuis les années 1980. En hiver et au printemps, il est tout à fait possible d'emprunter ce chemin sans rencontrer d'obstacle. Toutefois, lorsque les cultures auront grandi, il faudra suivre la limite de la parcelle. C'est une propriété communale selon le cadastre; le service de la Voirie communale de la Province de Liège ne possède aucun arrêté de déplacement ou suppression. La seconde partie est déviée mais praticable, et aboutit à la Rue Florent Boclinville.

## Paysage
Le chemin passe dans un paysage rural, témoin des paysages de l’époque pré-industrielle à Herstal et permet d’accéder la source pétrifiante du Rida, qui produit une eau très claire, comme en témoigne une large dépôt de tuf calcaire, nommé  "cron" ou "cranière" en Wallon.

## Odonymie
Le numéro 19 a été attribué à ce chemin dans l’Atlas des chemins vicinaux (1841). Il s’agit d’un numéro séquentiel, tous chemins et sentiers confondus, appartenant à une même commune avant fusions.
Le Tableau Général de cet Atlas, comprend également le nom officiel du chemin: Chemin de la Bruyère, ou encore, en Wallon: “al brouwîre”, un toponyme utilisé depuis 1573 au moins.

## Voiries adjacentes
- Rue Visé Voie
- Rue Florent Boclinville

## Fonction actuelle
On attribue aux chemins vicinaux une importance esthétique et paysagère, sociale, touristique ainsi parfois qu'en termes de service écosystémique (en tant qu'éléments naturels relictuels susceptible de participer à la trame verte et/ou bleue,. Particulièrement, le chemin n° 19, avec sa forte déclivité dans un paysage rural, pourrait très bien  faire partie d’un circuit de promenade reliant les cinq sources de Vottem.